# エドワード・エマーソン・バーナード

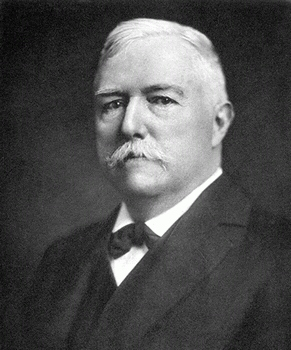
エドワード・エマーソン・バーナード

エドワード・エマーソン・バーナード（Edward Emerson Barnard, 1857年12月16日 - 1923年2月6日）は、アメリカ合衆国の天文学者。E. E. Barnard の名で広く知られ、多くの業績を残した観測天文学者である。

## 来歴
アメリカのテネシー州ナッシュビルに生まれ、兄弟が1人いた。父親が彼の生まれる前に亡くなったため、貧困な家庭に育ち、学校教育をあまり受けられなかった。幼い頃から写真に興味を持ち、9歳で写真家の助手となった。
後に彼は天文学に興味を抱くようになった。1876年に口径5インチの屈折望遠鏡を購入、1881年には初めて彗星を発見した（しかし彼はこの発見を報告しなかった）。同じ年に2個目、翌1882年に3個目の彗星を発見した。
1881年、写真スタジオで働いている時代にイギリス出身のローダ・カルバートと結婚した。1880年代には裕福なパトロンが付き、新彗星を発見するごとに200ドルの援助を受けた。彼はこの時期に計8個の彗星を発見し、この援助金で妻のために新居を建てた。
エドワードの名前がナッシュビルのアマチュア天文家の間で知られるようになると、彼らは寄付を募り、エドワードがヴァンダービルト大学に入学するための奨学金を集めた。彼は30歳で大学を卒業し、リック天文台の職員となった。
1892年、ある新星の観測を行っている時に、新星からガス状の物質が放出されていることに初めて気づいた。このことから彼は新星が星の爆発現象であると推定した。同じ年に木星の5番目の衛星アマルテアを発見した。これは1609年にガリレオ・ガリレイが木星の4つの明るい衛星を発見して以降、最初の新衛星発見であった。これはまた、（写真乾板や過去に撮影された画像の捜索を除いて）肉眼で衛星が発見された最後の例である。
1895年にはシカゴ大学の天文学の教授に就任した。この大学ではヤーキス天文台の口径40インチ望遠鏡を使うことができた。この時代の彼の仕事の多くは天の川の写真を撮影することに費やされた。同僚のマックス・ウォルフとともに、彼は天の川に見られる暗い領域が実際にはガスや塵の雲であり、背景にあるより遠くの恒星を隠しているのだということを発見した。同年にはオリオン座に散光星雲を発見し、彼にちなんでバーナードループと命名された。
1916年に彼はへびつかい座に、他の星に比べて固有運動が非常に大きい星を発見した。この暗い星は彼にちなんでバーナード星と呼ばれている。バーナード星はケンタウルス座α星に次いで、太陽から2番目に近い恒星である。
1923年2月6日、ウィスコンシン州ウィリアムズベイで死去し、ナッシュビルに埋葬された。彼の死後、彼が撮影した天の川の優れた写真は Photographic Atlas of Selected Regions of the Milky Way という写真集として出版された。この中で紹介されている約350個の暗黒星雲には番号が付けられ、バーナード・カタログとして現在でも用いられている。

## バーナードの発見した彗星
1881年から1892年までの間に彼は14個の彗星を発見している。このうち周期彗星は3つ発見したが、そのうち2つが近年番号登録された。
- C/1881 S1
- C/1882 R2
- バーナード第1彗星 (D/1884 O1)
  - バーナードが発見した周期彗星のうち、唯一現在行方不明。
- C/1885 N1
- C/1885 X2
- C/1887 B3
- C/1887 D1
- C/1887 J1
- C/1888 U1
- C/1888 R1
- C/1889 G1
- 177P/バーナード第2彗星 (P/1889 M1)
  - 2006年に回帰が確認され、番号登録された。周期119.64年。
- C/1891 T1
- 206P/バーナード・ボアッティーニ彗星 (D/1892 T1=P/2008 T3)
  - 旧称バーナード第3彗星。2008年に再発見され、番号登録された。周期5.83年。

## 賞歴・エポニム
- 1897年、イギリス王立天文学会ゴールドメダルを受賞。
- 1906年、ジュール・ジャンサン賞を受賞。
- 1917年、ブルース・メダルを受賞。
- 彼の業績を称え、月と火星のクレーターにそれぞれバーナードという名前が付けられている。
- 木星の衛星ガニメデの地形にバーナード地域 (Barnard Regio) の名前が付けられている。
- 小惑星 (815)バーナーディアナ も彼の名にちなんで命名された[1]。
- 1881年に発見したNGC 6822は「バーナードの銀河」と呼ばれている。
- カリフォルニア州にあるバーナード山（標高4,266 m）は彼にちなむ。